# Gare de Houilles - Carrières-sur-Seine
La gare de Houilles - Carrières-sur-Seine est une gare ferroviaire française de la ligne de Paris-Saint-Lazare au Havre, située sur le territoire de la commune de Houilles, à proximité de Carrières-sur-Seine, dans le département des Yvelines, en région Île-de-France.
Elle est mise en service en 1843 par la compagnie du chemin de fer de Paris à Rouen. C'est une gare de la Société nationale des chemins de fer français (SNCF), desservie par des trains de la ligne A du RER et des lignes J et L du Transilien.

## Situation ferroviaire
Établie à 34 mètres d'altitude, la gare de Houilles - Carrières-sur-Seine est située au point kilométrique (PK) 12,761 de la ligne de Paris-Saint-Lazare au Havre, entre les gares de La Garenne-Colombes et de Sartrouville. 
Gare de bifurcation, elle est également située au PK 13,761 de la ligne de Nanterre-Université à Sartrouville entre les gares de Nanterre-Université et de Sartrouville.

## Histoire
Le 9 octobre 1920, à 19 h 25, un train de marchandises déraille et défonce une cabine de signalisation. Immédiatement après, survient un semi-direct Paris-Mantes, qui percute et escalade à pleine vitesse les débris obstruant les voies dans les deux sens de circulation. Des voitures disloquées et se chevauchant, on extrait 45 morts et 60 blessés.
La gare a connu une réhabilitation. À cette occasion, des contrôles automatiques de billets ont été installés. La gare est aussi dotée d’un dispositif de vidéosurveillance pour mieux sécuriser les lieux et les installations.

## Fréquentation
De 2015 à 2023, les chiffres sont les suivants :
| Année         | 2015       | 2016       | 2017       | 2018       | 2019       | 2020      | 2021       | 2022       | 2023       |
| ------------- | ---------- | ---------- | ---------- | ---------- | ---------- | --------- | ---------- | ---------- | ---------- |
| Fréquentation | 13 827 319 | 14 383 520 | 14 909 464 | 15 190 406 | 15 533 521 | 7 442 169 | 12 607 042 | 15 852 935 | 16 550 470 |

## Service des voyageurs

### Accueil
La gare dispose d'un bâtiment voyageurs dont le guichet Transilien est ouvert de 6 h 30 à 19 h 40. Elle dispose d'automates Transilien et Grandes lignes pour l'achat des titres de transport. Un parc pour vélos est disponible ainsi qu'un parking.
Elle est en outre dotée de divers équipements, notamment d'ascenseurs accessibles, d'un guichet adapté, de bandes d'éveil de vigilance sur les quais, de boucles magnétiques pour personnes malentendantes et de places de stationnement réservées aux personnes à mobilité réduite.

### Desserte
La gare est desservie par les trains de la ligne A du RER parcourant les branches A3 (Cergy) et A5 (Poissy) et par ceux des lignes J et L du Transilien. Les trains du RER A sont en provenance ou à destination de Cergy-le-Haut ou Poissy d'un côté, et en provenance ou à destination de Boissy-Saint-Léger, Torcy ou Marne-la-Vallée - Chessy de l'autre. Les trains de la ligne L sont en provenance ou à destination de Maisons-Laffitte ou Cergy-le-Haut d'un côté, et de Paris-Saint-Lazare via Nanterre-Université de l'autre côté. Les trains de la ligne J sont en provenance ou à destination de Mantes-la-Jolie d'un côté, et, provisoirement, de Paris-Saint-Lazare de l'autre jusqu'à la création de la liaison vers la Gare Rosa-Parks.

### Intermodalité
La gare est desservie par les lignes 4, 6, 34, A, C, H, J, K, L, P, S5 et S6 du Réseau de bus Argenteuil - Boucles de Seine.